# شلومو کرامر
شلومو کرامر (عبری: שלמה קרמר‎؛ ۱ ژانویهٔ ۱۹۶۶ – ) کارآفرین، سرمایه‌گذار اهل اسرائیل بود.